# W. Frank Blair
William Franklin Blair (* 25. Juni 1912 in Dayton, Texas; † 9. Februar 1984 in Austin, Texas), meist als W. Frank Blair zitiert, war ein US-amerikanischer Zoologe und Ökologe. Seine Forschungsschwerpunkte waren die Mammalogie und die Herpetologie.

## Leben
Blair war das älteste von fünf Kindern von Percy Franklin und Mona Clyde Blair, geborene Patrick. Sein jüngerer Bruder Albert P. Blair (1913–2004) wurde Herpetologe und Krebstierforscher. Seine Familie zog 1916 nach Westville, Oklahoma und 1922 nach Tulsa, Oklahoma. 1930 machte Blair seinen Abschluss an der Tulsa Central High School und 1934 erwarb er seinen Bachelor-Abschluss an der University of Tulsa. Im Oktober 1933 heiratete er Fern Antell, eine Bibliothekarin an der University of Tulsa. Die Ehe blieb kinderlos.
1935 erhielt Blair mit der Arbeit An ecological investigation of the marsh rabbit of the region of Gainesville, Florida seinen Master of Science von der University of Florida. 1938 wurde er unter der Leitung des Genetikers Lee R. Dice (1887–1977) mit der Dissertation Ecological relationships of the mammals of the Bird Creek region, Northeastern Oklahoma zum Ph.D. an der University of Michigan promoviert. Er blieb als Wissenschaftlicher Mitarbeiter an der University of Michigan, bis er 1942 in die United States Army Air Forces eintrat. 1946 kehrte er für kurze Zeit nach Ann Arbor zurück und nahm im selben Jahr eine Stelle an der University of Texas at Austin an, wo er seine gesamte akademische Karriere verbrachte.
Blair war der erste Direktor des Brackenridge Field Laboratory der University of Texas und Vorsitzender des Haushaltsrates des Marine Science Institute. 1985 wurde er zum ordentlichen Professor befördert und 1982 ging er als emeritierter Professor in den Ruhestand.
Zwischen 1935 und 1982 veröffentlichte oder redigierte Blair etwa 162 Artikel und Bücher, darunter Vertebrates of the United States (1957), The Rusty Lizard: A Population Study (1960), Evolution in the Genus Bufo (1972) und Big Biology: The U.S.-I.B.P. [International Biological Program] (1977). Bis 1954 veröffentlichte er 70 Artikel über Säugetiere, die sich mit der Systematik, der Biogeographie, dem Verhalten und der Genetik befassten. 1936 erschien seine erste herpetologische Arbeit und ab 1955 widmeten sich seine Veröffentlichungen vornehmlich den Amphibien. In den frühen 1950er Jahren studierte Blair die Funktion von Froschrufen bei der Partnerwahl, wobei er bedeutende Entdeckungen hinsichtlich der isolierten Mechanismen und der Artbildung machte.
Als Dozent betreute Blair 49 Doktoranden sowie 51 Master-Studenten. Zwischen 1968 und 1982 war er weltweit als Gastdozent unterwegs.
Blair forschte auf den Gebieten der Ökologie und Evolutionsbiologie und führte bedeutende Studien zu Echten Kröten (Bufo) und ihren Parallelen in der Fauna von Wüstenregionen in Nord- und Südamerika durch. Das letztgenannte Projekt führte zu seiner Beteiligung am International Biological Program (IBP), einem siebenundfünfzig-Nationen-Projekt, das vom International Council of Scientific Unions gefördert wurde und dessen Hauptziel es war, ein besseres Verständnis der Ökosysteme der Welt zu erreichen. Von 1968 bis 1972 war Blair Vorsitzender des United States National Committee des IBP. Er half auch bei der Bearbeitung der vierzehn wissenschaftlichen Bände des Programms über die globale Umwelt. 1977 wurde er für seine Zusammenarbeit mit dem IBP mit dem Joseph Priestley Award geehrt, der vom Dickinson College in Carlisle, Pennsylvania, ins Leben gerufen wurde.
Blair war Fellow der American Association for the Advancement of Science. Er war Präsident des American Institute of Biological Sciences, der Ecological Society of America, der Southwestern Association of Naturalists und der Texas Herpetological Society. Er war auch Vizepräsident der American Society of Ichthyologists and Herpetologists und der Texas Academy of Science. Er war Mitglied mehrerer umweltorientierter staatlicher Komitees, darunter des Colorado River Basin Water Quality Management Study Planning Committee des Gouverneurs (1972–1973) und des Texas Committee on Natural Resources (an 1969).
1939 beschrieb Blair die Unterart Thomomys bottae limpiae der Gebirgs-Taschenratte.

## Dedikationsnamen
1972 wurde die Froschart Scinax blairi (ehemals Hyla blairi) nach ihm benannt und 1973 die Leopardfroschart Lithobates blairi (ehemals Rana blairi). Die ehemalige Unterart Lampropeltis alterna blairi der Graugebänderten Königsnatter wird heute als Farbmorphe betrachtet.